# トドゥラ峡谷
トドゥラ峡谷（トドゥラきょうこく。ベルベル語:ⵜⵉⵣⵉ ⵏ ⵜⵓⴷⵖⴰ 、アラビア語: مضيق تودغا‌）は、アフリカ大陸北西端部のハイアトラス山脈の南麓に存在する峡谷の1つである。

## 地理

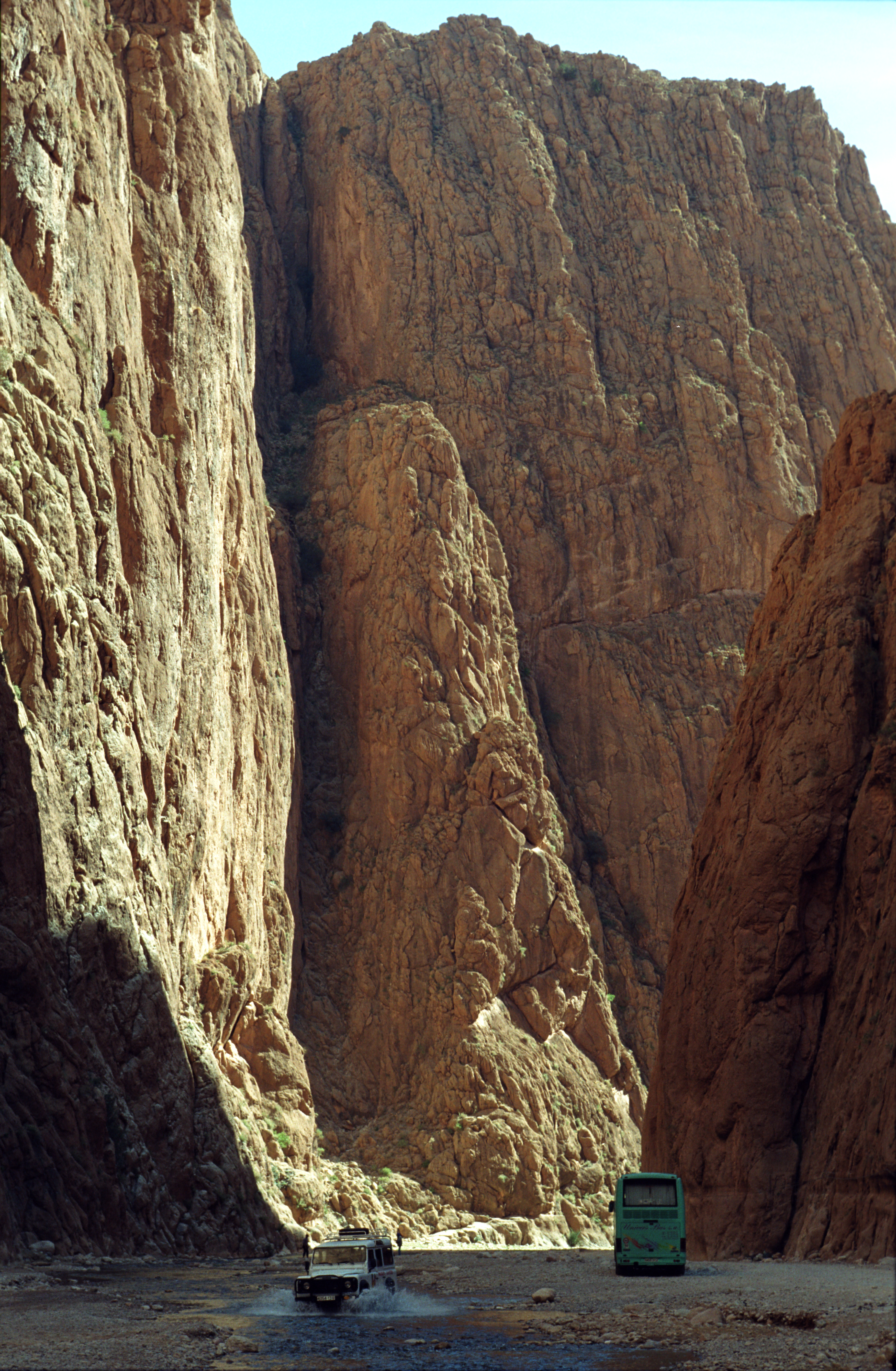
トドゥラ峡谷の谷底から撮影した写真。

トドゥラ峡谷は、北緯31度33分 西経5度33分 / 北緯31.55度 西経5.55度座標: 北緯31度33分 西経5度33分 / 北緯31.55度 西経5.55度付近に位置し、この場所はモロッコのティネリール州に属している。なお、ここから南東に10 km 程度の位置に、ティネリール州の州都で、オアシスの町として知られるティネリールが形成されている。

## 成因・特徴

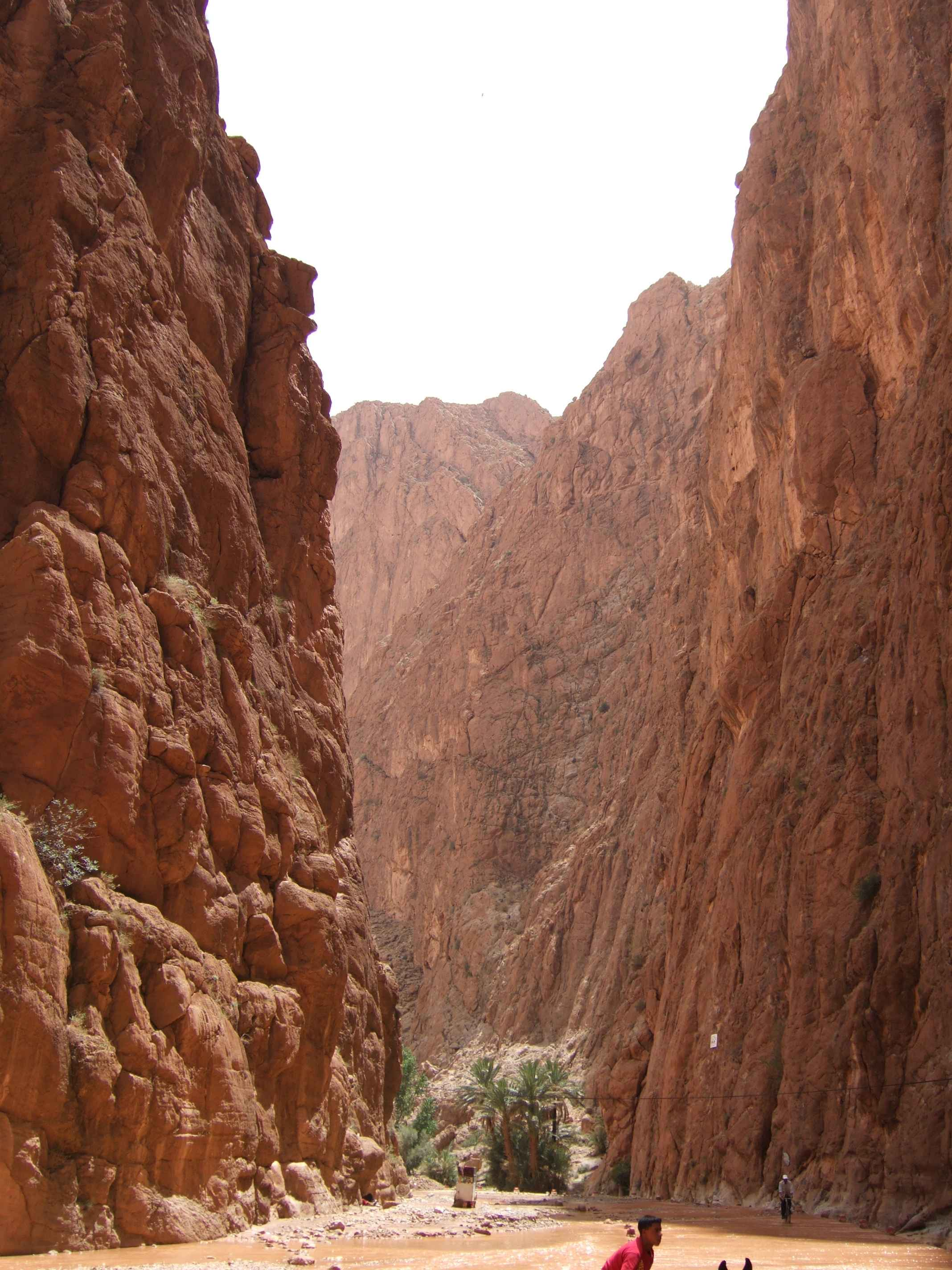
トドゥラ峡谷の出口付近。涸れ川に水が流れている時の写真。

トドゥラ峡谷は、隆起した石灰岩を、涸れ川が侵食したことで形成された地形である

。
なお、1本の川によって侵食されたのではなく、隣接する2本の川、en:Todgha Riverとen:Dades Riverによって侵食されてできた。峡谷の谷の壁の高さは場所によって異なるものの、場所によっては谷底まで400 m の高さがある

。
また、峡谷の出口付近の最後の約600 m の区間は特徴的で、幅10 mほどの谷底から、切り立った岩壁が、両側とも160 m の高さでそびえている。この地方が乾季であれば、ほとんどの時、谷底は乾燥している。仮に水が流れていても、その量は少ない

。
したがって、ここを乾季に歩くことは容易である。これに対して雨季には、谷底を覆い尽くすほど大量の水が流れて、急流ができる

。